# Arrocampo-víztározó
Az Arrocampo-víztározó a nyugat-spanyolországi Cáceres tartomány egyik duzzasztott tava. Mind gazdasági, mind ökológiai szerepe jelentős.

## Leírás
A tározót az Arrocampo nevű patakon (kisebb folyón) duzzasztották fel, a gát közvetlenül ott található, ahol az Arrocampo a Tajóba ömlik, annak jobb partján. Közigazgatásilag négy község (Saucedilla, Almaraz, Romangordo és Serrejón) területéhez tartozik. Megépítésének fő célja az almarazi atomerőmű hűtése volt. Ennek köszönhetően vize 2–5 °C-kal melegebb, mint a környező vizek, valamint oxigénben is gazdagabb, ami kedvez a tápanyagok feldúsulásának, ezáltal pedig az élővilágnak is.
Maga a tó és partvidéke a Monfragüei bioszféra-rezervátumon belüli különleges madárvédelmi terület (ZEPA), mivel számos olyan madár él itt, amely a félsziget belsejében csak ritkán tűnik fel: összesen több mint 170 faj figyelhető meg a térségben az év során. A tározó északi végénél található Saucedilla településen egy madárparkot is kialakítottak. Mivel a tó vízszintje egész évben állandó, így a partvidéket sokhelyütt sűrű gyékényes borítja, kedvező fészkelőhelyet biztosítva olyan madaraknak, mint például a kék fú, a bölömbika, a vörös gém és a barna rétihéja. Ezeken kívül jellemző madár még például a pásztorgém, a kis kócsag, az üstökösgém, a szürke gém, a kanalasgém és a bakcsó.

## Képek

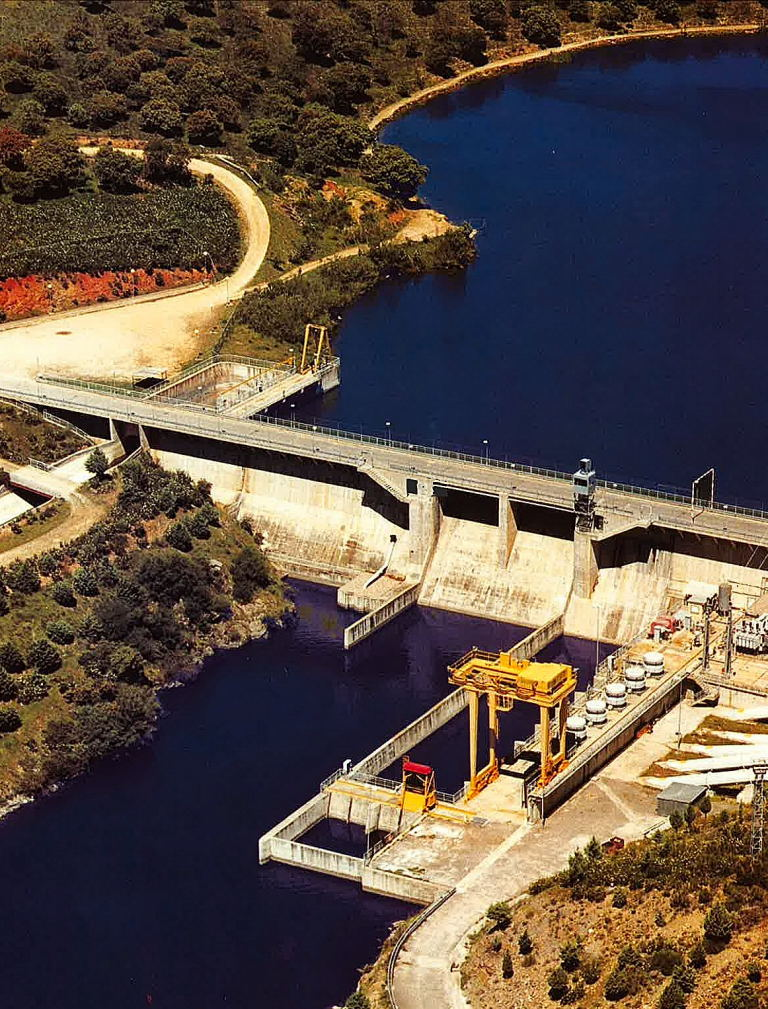
A duzzasztógát
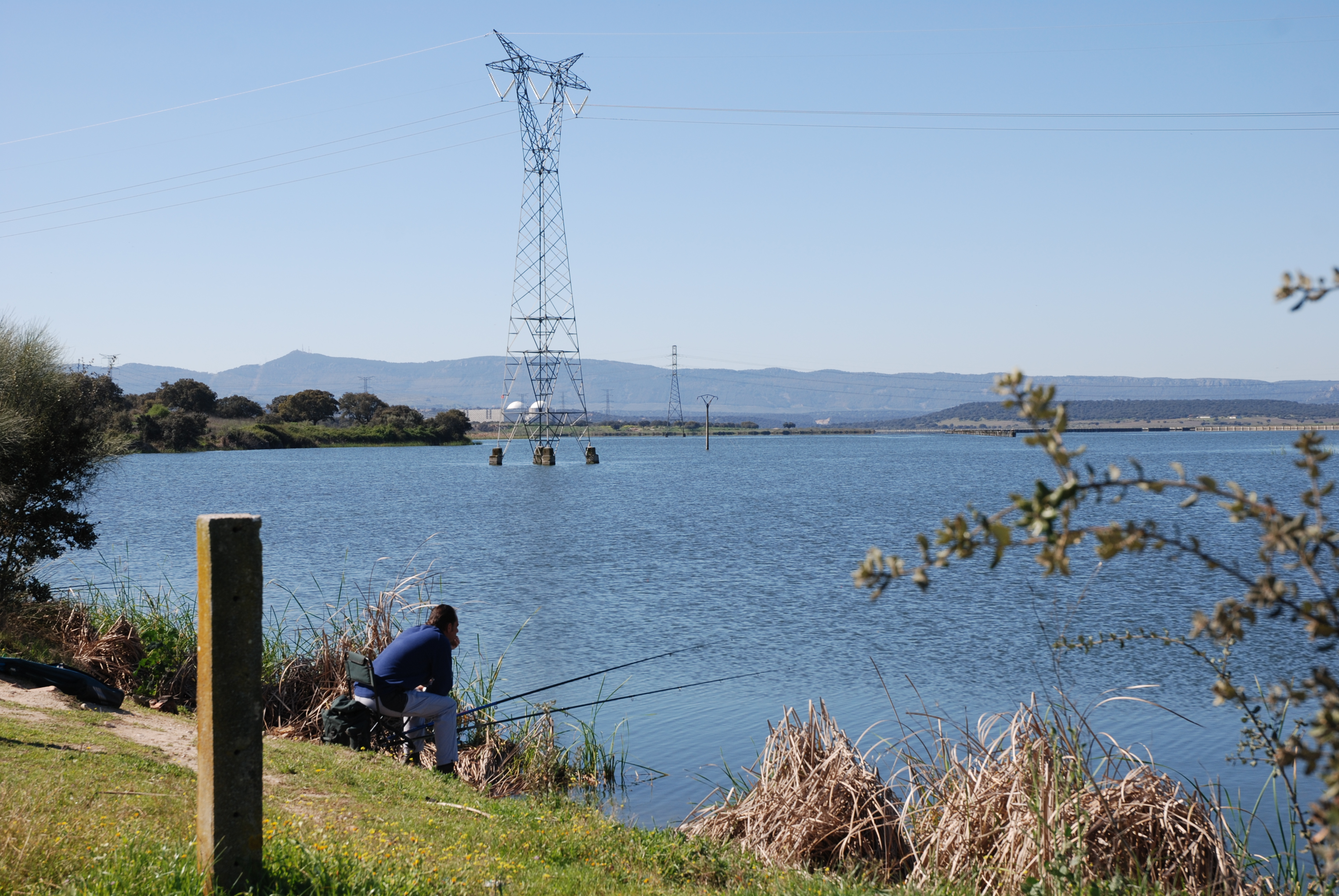
Látkép
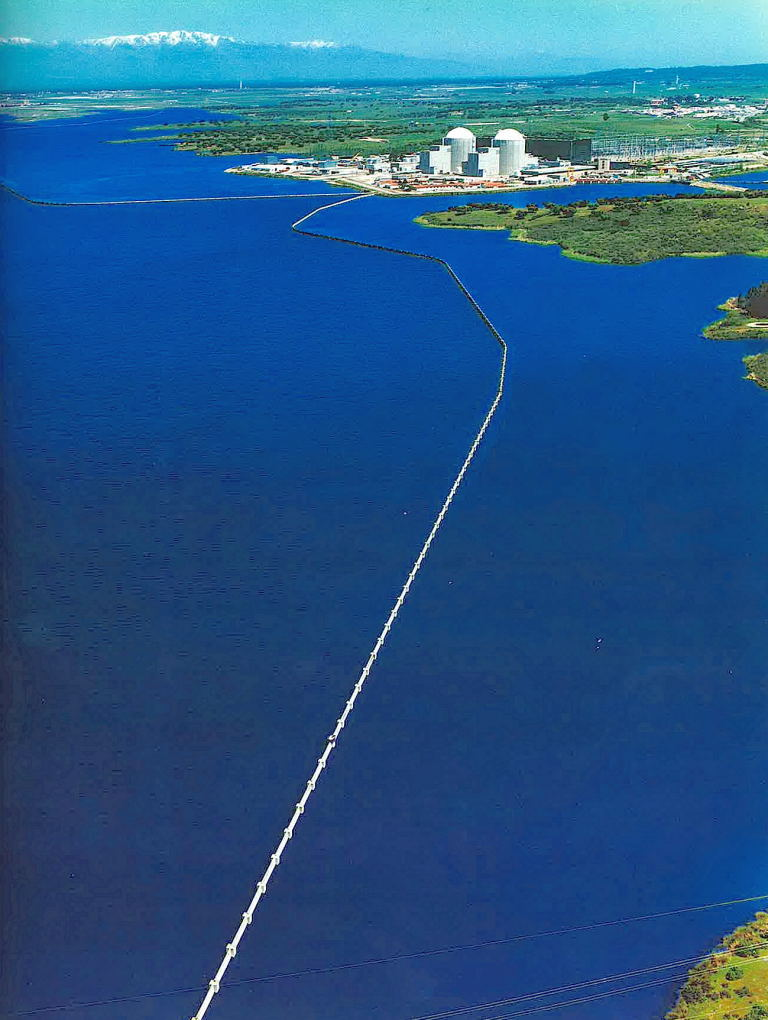
Légi felvétel
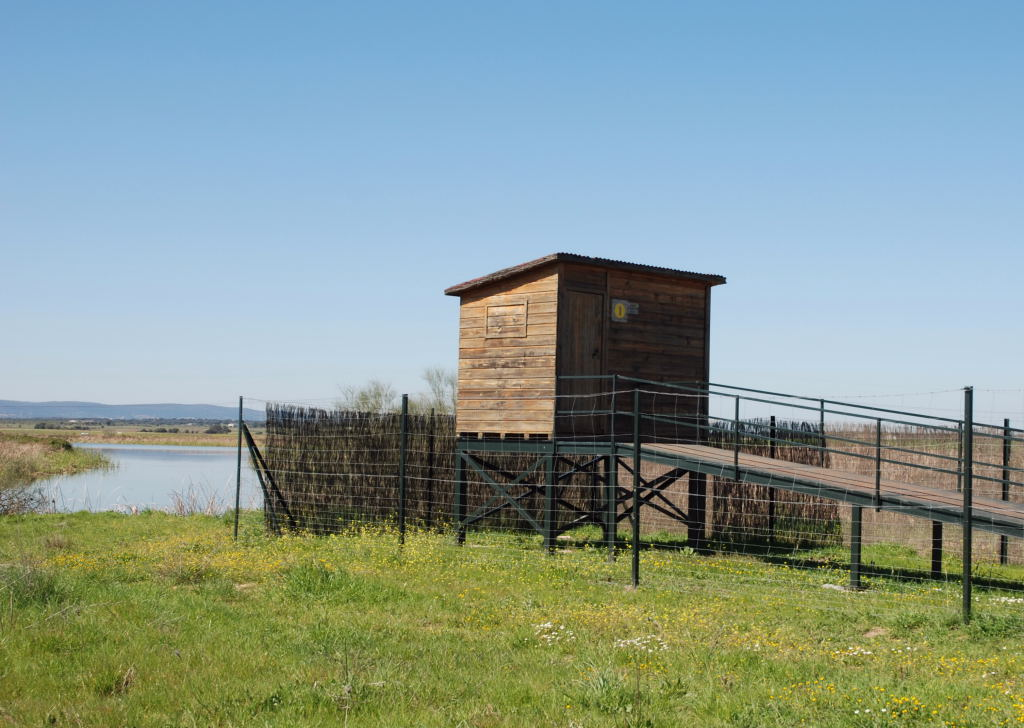
Madármegfigyelő